# Clidemia octona
Clidemia octona är en tvåhjärtbladig växtart som först beskrevs av Aimé Bonpland, och fick sitt nu gällande namn av Louis Otho Otto Williams. Clidemia octona ingår i släktet Clidemia och familjen Melastomataceae. Utöver nominatformen finns också underarten C. o. guayanensis.